# Sport Club Corinthians Paulista
Maillots
Actualités
Fondé en 1910, le Sport Club Corinthians Paulista est un club omnisports basé à São Paulo, connu surtout pour sa section de football.
Avec plus de 30 millions de supporteurs, le Corinthians est le deuxième club de football brésilien le plus suivi au Brésil derrière Flamengo qui compte plus de 50 millions de supporters. Le club est le plus titré du championnat de São Paulo du XXe siècle. Le seul club brésilien champion 2 fois du mondial des clubs organisé par la FIFA, en 2000, le club remporte son premier titre international avec la première édition de la coupe du monde des clubs de la FIFA. Elle est de nouveau remportée en 2012 au Japon, où plus de 35 000 supporters ont fait le déplacement, après avoir été sacré champion de la Copa Libertadores sans aucune défaite, dans ce qui est la meilleure campagne de l'histoire du football brésilien dans cette compétition.
Le club a compté dans ses rangs des joueurs de premier rang, comme Sócrates, Rivelino, Garrincha, Domingos da Guia, Casagrande, Zé Maria, Marcelinho Carioca Gamarra, Dida et Gilmar (considéré comme le meilleur gardien de but brésilien de tous les temps) ou plus récemment Ronaldo, Roberto Carlos, Paulinho, Willian, Carlos Tévez, Javier Mascherano et Renato Augusto. Ses fans sont connus comme "O Bando de Loucos" ("La Bande des Fous").
Ce club est aussi connu pour son mouvement idéologique appelé la démocratie corinthiane, reconnue au Brésil comme l'une des plus importantes actions menées dans l'intention de combattre la dictature militaire brésilienne. Né en 1981 et mené notamment par Sócrates, Wladimir et Casagrande, ce mouvement unique au monde s’essoufflera en 1985 avec le départ de ses deux meneurs brésiliens.

## Historique

### L'émergence d'un grand club du championnat de São Paulo (1910-1913)

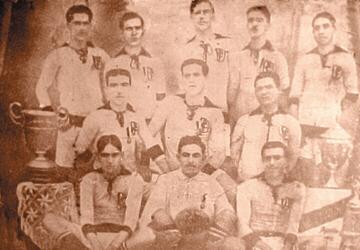
Les champions paulistas de 1914.

Le Sport Club Corinthians Paulista est fondé le 1er septembre 1910 par un groupe d'ouvriers de Bom Retiro - principalement d'origines portugaise, italienne et espagnole - afin de créer un club populaire à São Paulo qui affronterait les clubs plus huppés déjà existants. Le nom du club, proposé par Joaquim Ambrósio, tient son origine de l'équipe anglaise amateur Corinthian FC, qui remporte six rencontres à São Paulo et Rio de Janeiro au cours d'une tournée dans le pays. La charte du nouveau club proclame que « Corinthians sera l'équipe du peuple, par le peuple et pour le peuple. »
Corinthians dispute, et perd, le premier match de son histoire le 10 septembre sur le terrain d'União Lapa Futebol Clube (pt), autre équipe de São Paulo. Quatre jours plus tard, le club remporte sa première victoire face à Estrela Polar, autre équipe amateur de la ville (2-0). Le club obtient rapidement de bons résultats et s'inscrit en Liga Paulista de Futebol (pt). Sorti vainqueur de deux matchs de barrage, Corinthians intègre le championnat de São Paulo en 1913, onze ans après sa première édition. 

### Premiers succès (1914-1941)

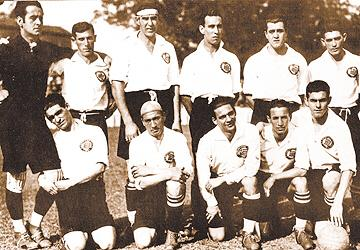
Les champions paulistas de 1930.

Après une année d'apprentissage, Corinthians remporte son premier titre de champion en 1914, puis un deuxième en 1916. En 1918, le club s'installe au stade de Ponte Grande, qui sera sa base jusqu'en 1927 où il s'installera au Stade Alfredo-Schürig.
La saison 1922, année du centenaire de l'indépendance du Brésil, marque le début d'une série de trois titres paulistas pour le club blanc et noir. Vainqueur de l'América FC, champion en titre de Rio de Janeiro, l'autre grand championnat du pays, Corinthians s'impose dès lors comme un des grands clubs brésiliens. Corinthians réalise par la suite une nouvelle série de trois championnats d'affilée, entre 1928 et 1930.
Après six années sans succès, Corinthians remporte trois nouvelles couronnes entre 1937 et 1939, puis une douzième en 1941. Les années 1940 sont beaucoup plus difficiles, les blanc et noirs devant faire face à la montée en puissance du São Paulo FC, fondé en 1935.

### L'âge d'or (1941-1954)
Au début des années 1950, Corinthians aligne une équipe très offensive, où évoluent notamment Rodolfo Carbone (en), Cláudio, Luizinho, Oswaldo Silva et Mário. Ce groupe talentueux lui permet de remporter trois nouveaux titres paulistas en 1951, 1952 et 1954 (année du quatrième centenaire de la ville de São Paulo). Plus encore, Corinthians remporte à trois reprises le tournoi Rio-São Paulo, qui regroupe les meilleures équipes des deux principaux championnats du Brésil, en 1950, 1953 et 1954. Fin 1953, Corinthians participe à la Petite coupe du monde des clubs, une compétition internationale organisée au Venezuela, qu'il remporte aux dépens de l'AS Rome, du FC Barcelone et d'une sélection de Caracas.

### Vingt-trois ans sans titres (1954-1977)
Ce premier âge d'or du club est suivi par une longue période de disette, qui voit le Santos FC de Pelé et le Botafogo de Garrincha dominer le championnat. Ce même Garrincha, bien loin des années 55-62 signe au club de Flamengo, mais ne marque que deux buts en 10 matchs. En 1976, Corinthians parvient en finale du Championnat du Brésil, créé quelques années auparavant. L'année suivante, le club remporte le championnat Paulista, vingt-trois ans après son dernier trophée. Cette performance signe le retour au premier plan des "Blanc et Noir", qui remportent de nouveau le championnat de São Paulo deux ans plus tard (saison où ils ne participent exceptionnellement pas au championnat national) puis enlèvent trois nouvelles couronnes dans les années 1980.

### L'ére Socrates (1978-1984)
En 1982, alors que le Brésil est l'objet d'une dictature militaire, les joueurs de Corinthians, menés par Sócrates et Wladimir Rodrigues dos Santos, prennent le contrôle de leur équipe et imposent ce qui sera appelé la Démocratie corinthiane. Ils votent notamment l'impression sur leur maillot d'un message invitant les supporters à participer massivement aux élections du 15 novembre 1982, qui marquent une étape importante de la chute de la dictature.

### L'après-Socrates (1984-1990)
En 1985, après le départ de Socrates et la fin de la Démocratie corinthienne, le nouveau conseil d'administration parie sur le renforcement de l'équipe, achetant, dans le transfert le plus cher du football brésilien de l'époque, De León à Grêmio, Serginho Chulapa et Dunga, qui s'ajoutent aux renforts de l'année précédente, comme Carlos, Édson et Juninho, débauchés de Ponte Preta, et les bien établis Wladimir, Biro-Biro, Zenon et Casagrande. L'utilité de ces renforts fut douteux : dans le championnat brésilien, le Timão a été éliminé avant les demi-finales, et dans le championnat Paulista, l'équipe n'a terminé qu'à la cinquième place. 
Dans les années suivantes, le club s'est renouvelé avec un groupe de joueurs tels que le milieu de terrain Wilson Mano et le défenseur Marcelo, en plus de parier sur des joueurs formés dans les catégories de jeunes des Corinthians, comme le gardien de but Ronaldo, le milieu de terrain défensif Márcio Bittencourt et l'attaquant Viola. Ainsi, les Corinthians gagnent un nouveau championnat paulista en 1988, portant leur total de trophées régionaux à 20.

### Succès national et mondial (1990-2004)

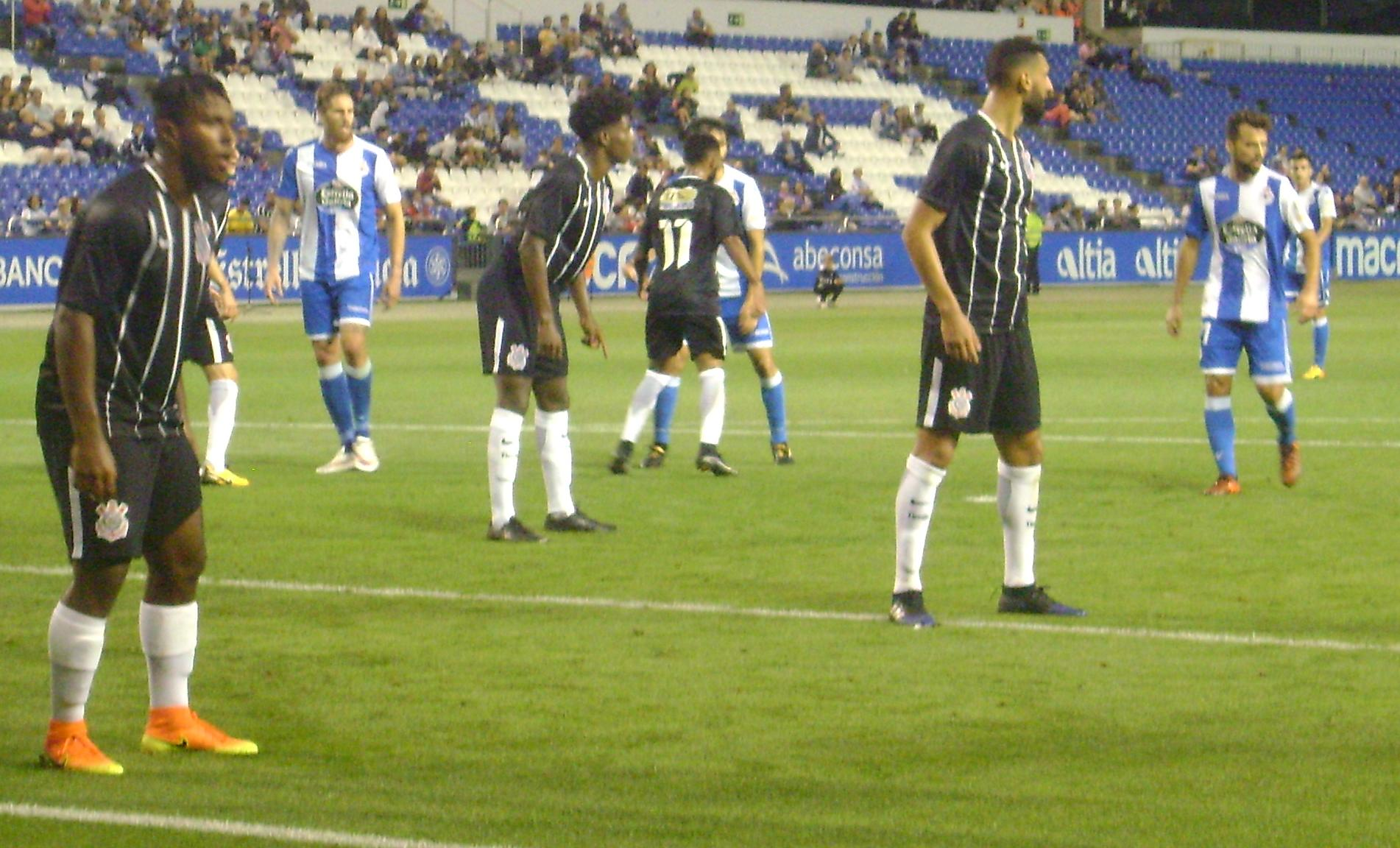
Deportivo La Corogne vs. Corinthians.

En 1990, Corinthians remporte son premier championnat national, en battant les rivaux de Sao Paulo Futebol Clube en finale. L'année suivante, le club enlève la Supercoupe du Brésil, face à Flamengo. Quatre ans plus tard, Corinthians gagne la Coupe de Brésil pour la première fois de son histoire, contre le Grêmio, qui jouait pourtant à domicile dans le Stade Olímpico Monumental. La fin des années 1990 voit le club remporter trois fois le Championnat de São Paulo (en 1995, 1997 et 1999) et deux nouvelles fois le championnat brésilien (en 1998 et 1999), s'imposant ainsi comme l'un des meilleurs clubs mondiaux du moment.
En tant que champion du Brésil en titre, le club brésilien participe à la première édition de la Coupe du monde des clubs, qui remplace la Coupe intercontinentale, en 2000. Le tournoi débute par une phase de poules qui voit le club terminer premier devant les Espagnols du Real Madrid, le club arabe Al Nasr et les Marocains du Raja Casablanca. En finale, Corinthians affronte et dispose des Brésiliens de Vasco da Gama (0-0a.p. ; 4-3 t.a.b), et devient ainsi le premier club de football à être sacré « champion du monde ».
Ces succès se poursuivent au début des années 2000 avec deux nouveaux titres de champion en 2001 et 2003 et la Coupe du Brésil en 2002. Cette période de succès permet également au club d'inscrire à son palmarès plusieurs tournois amicaux tels le Trophée Carranza en 1996 ou le Tournoi Rio-São Paulo en 2002.

### L'expérience MSI et le rebond (2004-2010)

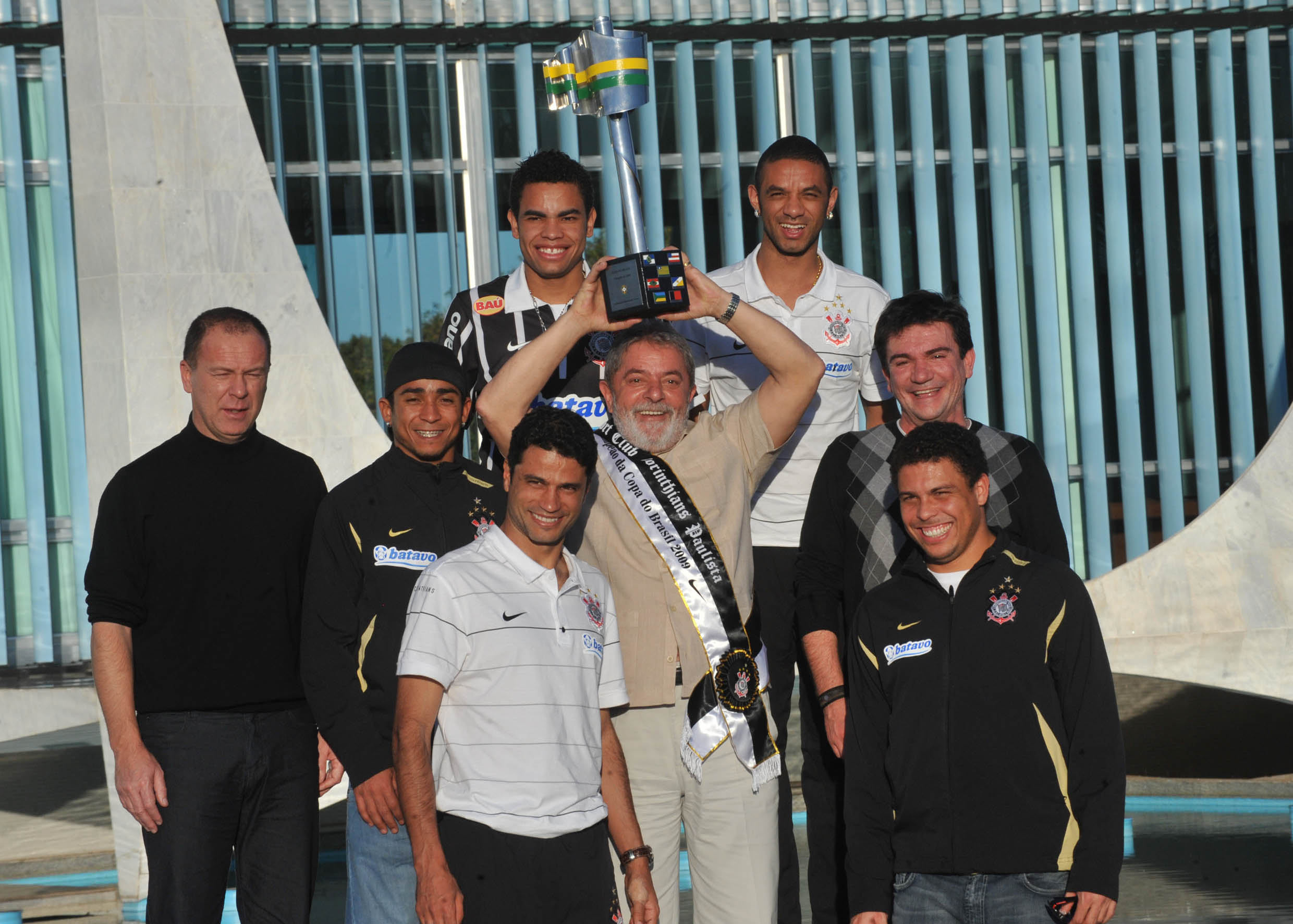
Le président Lula et les joueurs de Corinthians.

Au début de l'année 2004, Corinthians connaît brutalement une situation très difficile : une mauvaise administration, un manque d'argent et une exécrable situation sportive autant dans le championnat brésilien que dans le championnat de São Paulo plonge le club dans la crise. Plusieurs jeunes joueurs et un nouvel entraîneur débarquent à São Paulo pour maintenir le club en première division. La deuxième partie de saison est remarquable, permettant au club de finir à la 5e place du championnat qualificative pour la Copa Sudamericana.
Cette situation instable permet au président Alberto Dualib de convaincre les conseillers du club de signer un contrat avec le fonds d'investissement Media Sports Investments, qui possède les contrats de nombreux joueurs du club et se dit prêt à réaliser d'importants investissements financiers. De fait, ces fonds permettent l'arrivée de nombreux joueurs tels Carlos Tévez, Javier Mascherano ou encore Carlos Alberto. Malgré ces renforts, le club effectue un départ poussif en championnat, avant de rattraper son retard jusqu'à remporter un nouveau titre de champion, en dépit du renvoi de l'entraîneur argentin Daniel Passarella après une défaite inattendue face à São Paulo (1-5).
Les relations difficiles entre le président de MSI Kia Joorabchian (en) et les dirigeants du club causent de nouvelles difficultés, du fait de l'incertitude économique qu'elles font peser sur le club. Quelque temps après le départ de Kia Joorabchian, l'équipe professionnelle est finalement reléguée en deuxième division brésilienne à la fin de l'année 2007, pour la première fois de l'histoire du club.
Champions de la Série B brésilienne en 2008, Corinthians retrouve sa place dans l'élite la saison suivante et fait signer le double Ballon d'or brésilien Ronaldo, avec lequel il remporte un 26e titre de champion Paulista. Un an plus tard, le défenseur Roberto Carlos le rejoint.

### Un nouvel âge d'or (2011-...)
Le 4 décembre 2011, le club conquiert son cinquième titre de champion du Brésil, le jour de la mort de Socrates. Corinthians a connu l'une des saisons les plus importantes de son histoire en 2012, étant sacré champion de la Copa Libertadores pour la première fois - en restant invaincu - battant Boca Juniors en finale, puis du Championnat du Monde des Clubs de la FIFA pour la deuxième fois, avec une victoire contre les champions d'Europe Chelsea, avec un but de Paolo Guerrero.
En 2013, le club gagne la Recopa Sudamericana et le championnat Paulista, mais des résultats décevants en championnat et en libertadores mènent au départ de Tite.
Le grand événement de 2014 a été l'inauguration du nouveau stade, construit dans le quartier d'Itaquera, pour accueillir la coupe du monde de football.
L'équipe a terminé la saison sans titres, après avoir été éliminée lors de la première phase du Paulista, en quart de finale de la Copa do Brasil, et a terminé quatrième au niveau national.
Pour la saison 2015, Tite revient au club pour la troisième fois. Dans le championnat Paulista, il a été éliminé en demi-finale, en huitièmes de finale de Copa Libertadores et de la Copa do Brasil. Dans le championnat brésilien, Corinthians a remporté le titre pour la sixième fois.
La vente de plusieurs cadres du titre et le départ de Tite vers la sélection brésilienne ont mené à une nouvelle saison blanche en 2016, le club se qualifiant difficilement pour la Copa Sudamericana.
En 2017, le club réalise le doublé championnat paulista (28e) et championnat brésilien (7e), et échoue en huitième de finale de la Sudamericana.
Le Timão gagne deux autre paulista, en 2018 et 2019, faisant passer son total à 30. Il doit faire face au début des années 2020 à l'apparition sur les scènes nationale et régionale de la concurrence d'un Palmeiras qui accumule à son tour les titres.

## Palmarès et records

### Statistiques
- Corinthians est l'un des clubs les plus titrés du Brésil, au niveau national

| Compétitions nationales | Compétitions internationales |
| --- | --- |
| - Championnat du Brésil (7) : - Champion : 1990, 1998, 1999, 2005, 2011, 2015 et 2017. - Vice-champion : 1976, 1994 et 2002. - Championnat du Brésil de Série B (1) : - Champion : 2008. - Coupe du Brésil (3) : - Vainqueur : 1995, 2002 et 2009 - Finaliste : 2001, 2008, 2018 et 2022 - Supercoupe du Brésil (1) : - Vainqueur : 1991 | - Coupe du monde des clubs (2) : - Vainqueur : 2000, 2012 - Copa Libertadores (1) : - Vainqueur : 2012 - Recopa Sudamericana (1) : - Vainqueur : 2013 - Tournois amicaux : - XLII Troféu Ramón de Carranza (Espanha, 1996) - Copa Presidente Marcos Pérez Gimenez/Pequena Taça do Mundo (Venezuela, 1953) - Torneio Internacional Charles Miller (Brasil, 1955) - Copa do Atlântico (1956) - Copa Cidade de Turim (Itália, 1966) - Torneio Costa do Sol (Espanha, 1969) - Troféu Apolo V (Estados Unidos, 1969) - Copa São Paulo (Brasil, 1975) - Torneio Feira de Hidalgo (Mexico, 1981) - Copa das Nações (Estados Unidos, 1985) - I Torneio Internacional de Verão Cidade de Santos (Brasil, 1986) - II Torneio Internacional de Verão Cidade de Santos (Brasil, 1987) |
| - Championnat du Brésil (7) : - Champion : 1990, 1998, 1999, 2005, 2011, 2015 et 2017. - Vice-champion : 1976, 1994 et 2002. - Championnat du Brésil de Série B (1) : - Champion : 2008. - Coupe du Brésil (3) : - Vainqueur : 1995, 2002 et 2009 - Finaliste : 2001, 2008, 2018 et 2022 - Supercoupe du Brésil (1) : - Vainqueur : 1991 | Compétitions régionales |
| - Championnat du Brésil (7) : - Champion : 1990, 1998, 1999, 2005, 2011, 2015 et 2017. - Vice-champion : 1976, 1994 et 2002. - Championnat du Brésil de Série B (1) : - Champion : 2008. - Coupe du Brésil (3) : - Vainqueur : 1995, 2002 et 2009 - Finaliste : 2001, 2008, 2018 et 2022 - Supercoupe du Brésil (1) : - Vainqueur : 1991 | - Championnat de São Paulo (31) : - Champion : 1914, 1916, 1922, 1923, 1924, 1928, 1929, 1930, 1937, 1938, 1939, 1941, 1951, 1952, 1954, 1977, 1979, 1982, 1983, 1988, 1995, 1997, 1999, 2001, 2003, 2009, 2013, 2017, 2018, 2019 et 2025 |

## Couleurs et blasons

Drapeau de l'état de São Paulo.

Bien que Corinthians soit connu pour ses traditionnelles couleurs blanc et noir, son premier maillot est officiellement de couleur crème. Les dirigeants auraient opté pour le maillot blanc pour des raisons économiques, les maillots crème devenant blanc au cours du temps… En 1954, le maillot noir à fines rayures blanches apparaît pour la première fois et devient par la suite le maillot extérieur traditionnel.
Le premier blason des Corinthians est créé en 1913, avec son inscription en championnat de São Paulo : il est composé des lettres « C » et « P » (pour Corinthians Paulista). Le blason est régulièrement retouché par la suite avant d'être complètement revu en 1919, avec le drapeau de l'état de São Paulo, cerclé du nom du club. Le logo actuel, créé en 1940 et retouché plusieurs fois par la suite, est un développement du dessin de 1919, auquel sont rajoutées une ancre et deux rames, référence à l'origine aquatique du club.

## Infrastructures
Le stade Parque São Jorge (Parc Saint-Georges), connu sous le nom "Fazendinha" 23° 31′ 22,18″ S, 46° 34′ 17,12″ O, est le premier domicile du club. Parce sua publique petite capacité (18.500 personnes), le Timão pas officient locale, et pendant de nombreuses années a fait son Localia dans le Municipal Paulo Machado, le "Pacaembu", qui a une plus grande capacité (40 199) Carvalho Stadium.
Le complexe social et club-house, appelé Parque São Jorge 23° 31′ 22,18″ S, 46° 34′ 17,12″ O, est situé dans la partie est de la ville de São Paulo. Dans le local se situent le siège administratif, le musée du club et beaucoup d'autres sports.
Centre de formation "Dr Joaquim Grava" 23° 29′ 20,3″ S, 46° 34′ 17,31″ O, a été ouvert en 2010 et est la formation de l'équipe professionnelle locale club. Il a également Hotelaria, gymnase, école et centre médical pour la récupération des joueurs. À proximité se trouve le Centre de formation des jeunes du club.

### Stades

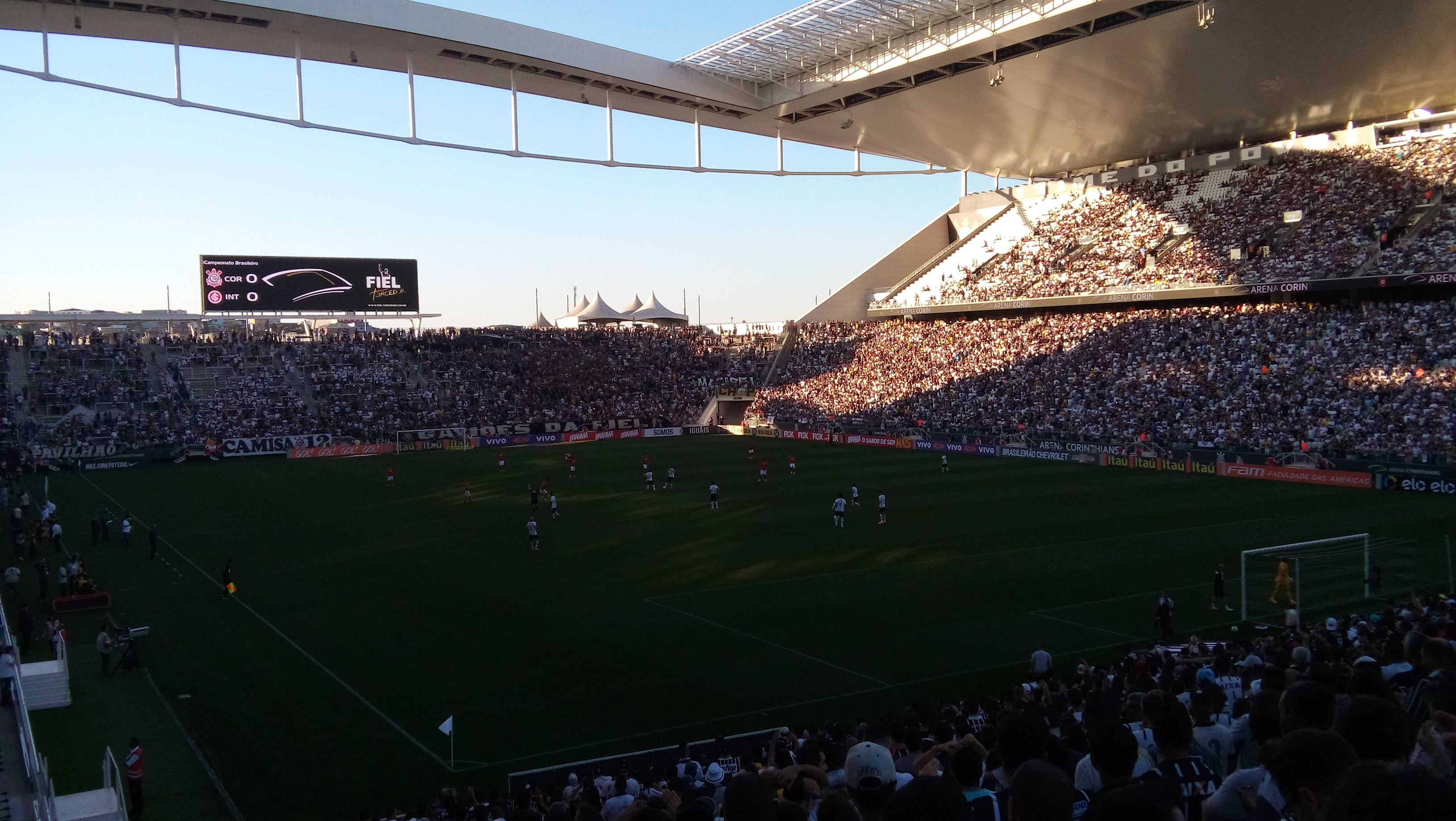
Arena Corinthians Stade Corinthians en 2015.

À la fondation du club, les dirigeants doivent trouver un terrain de jeu. Ils obtiennent l'utilisation d'un terrain appartenant à un vendeur de laine, ce qui lui vaut alors le surnom de campo do Lenheiro. Du fait de l'activité professionnelle du propriétaire, cet espace pose cependant des problèmes de praticabilité du terrain. La participation du club au championnat de São Paulo et son succès populaire croissant imposent rapidement un déménagement sur un terrain plus adapté baptisé l'estádio do Bom Retiro (en). En 1928, le président Schürig fait cependant l'acquisition d'un nouveau terrain, sur lequel il fait construire l'estádio Parque São Jorge, plus connu sous le nom de Fazendinha, où se trouve toujours le siège social du club.
La ville de São Paulo décide de faire construire le stade Paulo Machado de Carvalho (plus connu comme le stade Pacaembu), qui est finalement inauguré en 1940. Bien plus grand que le Fazendinha, il héberge rapidement les matchs les plus attendus de Corinthians, club qui compte le plus grand nombre de supporters dans la ville. Cependant, avec la réduction de la capacité du Pacaembu (fixée à 37 000 spectateurs depuis 2008), Corinthians est même obligé par la suite d'emprunter au São Paulo FC le Morumbi, plus grand stade de la ville.

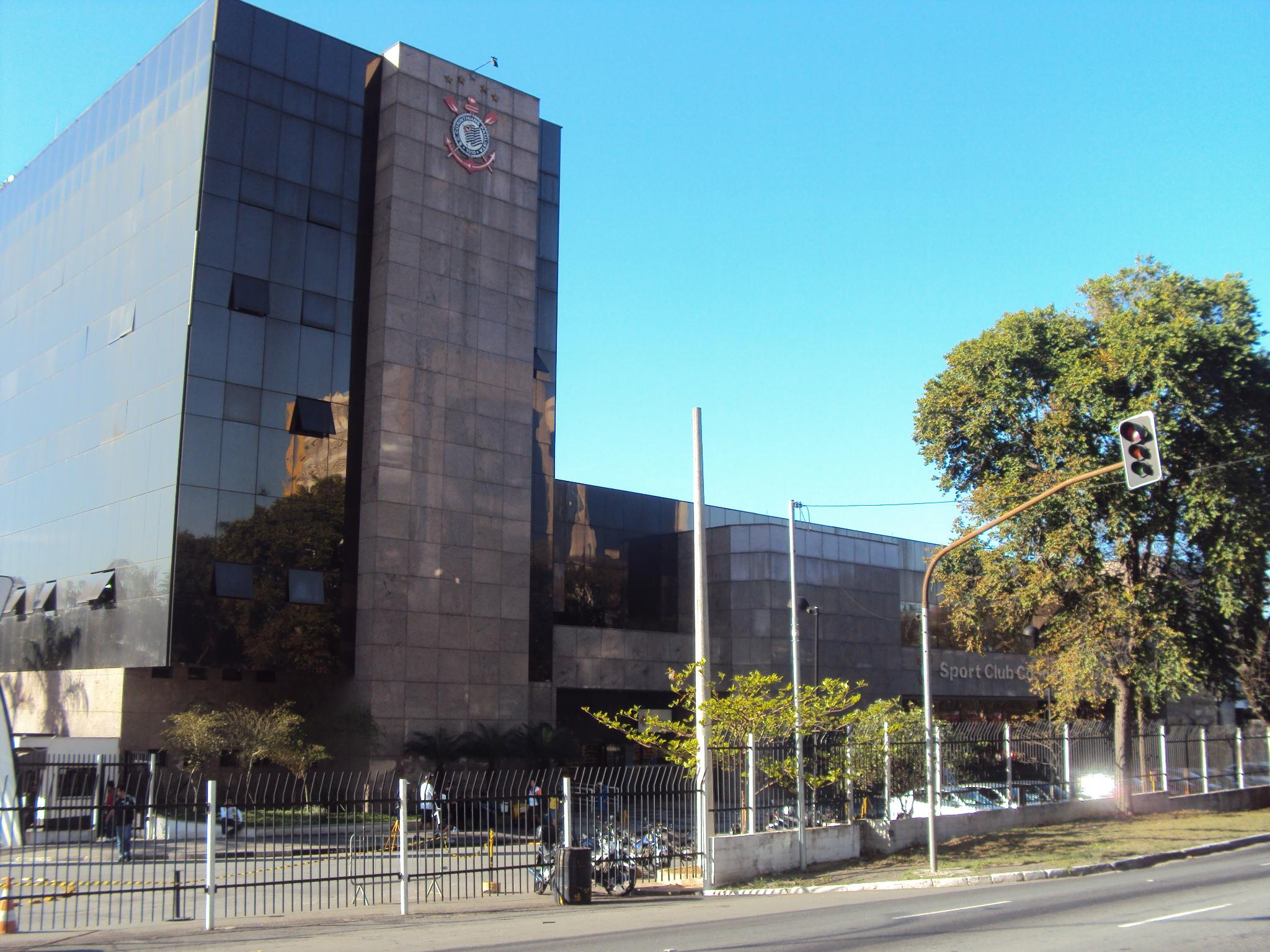
Siège des Corinthians dans le "Parc Sont Jorge"

Plusieurs projets de construction d'un nouveau stade ont été imaginés depuis les années 1960. Le club est notamment propriétaire d'un terrain dans le quartier d'Itaquera, prévu initialement pour construire un nouveau stade, sur lequel il aménage son centre d'entrainement CT de Itaquera dans les années 1990. Le fonds d’investissements Hicks, Muse, Tate & Furst (en) achète un terrain dans ce but à la fin des années 1990 avant que le projet ne soit abandonné. En 2006, le projet Cooperfiel tâche de lever auprès des supporters les fonds nécessaires à la construction du stade… en vain.
En août 2010, le président de la Fédération du Brésil de football Ricardo Teixeira, le gouverneur de l'État Albert Goldman et le maire de São Paulo Gilberto Kassab annoncent que la cérémonie d'ouverture de la Coupe du monde de football de 2014 sera organisée dans le nouveau stade des Corinthians, construit avec des fonds publics à Itaquera.

## Personnages du club

### Entraîneurs
Le premier entraîneur des Corinthians est l'Uruguayen Pedro Mazzulo, recruté en 1933, qui occupe alors un poste dévolu jusque-là au capitaine de l'équipe. L'ancien joueur Neco est le premier entraîneur à remporter le championnat Paulista en 1937. Osvaldo Brandão est connu comme l'un des entraîneurs les plus importants de l'histoire du club pour avoir remporté la même compétition en 1977, après 23 ans de disette.
Nelsinho Baptista en 1990, Vanderlei Luxemburgo en 1998, Oswaldo de Oliveira en 1999 et Antônio Lopes en 2005 mènent le club à la conquête du championnat du Brésil.
Après la relégation des Corinthians en 2007, Mano Menezes est nommé entraîneur. Il fait remonter le club l'année suivante en première division nationale avant de le mener au titre Paulista et à la conquête de la coupe du Brésil 2009. En juillet 2010, il est nommé à la tête de l'équipe nationale brésilienne et doit quitter son poste à la tête du club. Il est remplacé par Adílson Dias Batista. Il démissionne à la suite des mauvais résultats du club en octobre 2010.
Le club nomme ensuite Tite comme entraineur principal. Il quitte le club en juin 2016 pour devenir sélectionneur du Brésil. Il est remplacé par Cristóvão Borges, lui-même remplacé par l'éternel assistant Fábio Carille (au club depuis 2009) en septembre de la même année, qui devient champion du Brésil en novembre 2017.

### Joueurs emblématiques
Le joueur ayant disputé le plus de rencontres sous le maillot des Corinthians est le Brésilien Wladimir Rodrigues dos Santos (avec 806 matchs), tandis que le meilleur buteur est Cláudio Christovam de Pinho (en) avec 305 réalisations.
| Joueurs les plus capés                     |     |
| 1. Wladimir (1972-1987)                    | 806 |
| 2. Cássio (2011-)                          | 665 |
| 3. Luizinho (1948-1962 / 1964-1967 / 1996) | 606 |
| 4. Ronaldo (1988-1998)                     | 602 |
| 5. Zé Maria (1970-1983)                    | 598 |
| 6. Biro-Biro (1978–1988)                   | 590 |
| 7. Vaguinho (1971-1981)                    | 551 |
| 8. Cláudio (1945-1957)                     | 550 |
| 9. Olavo (1952-1961)                       | 506 |
| 10. Rivellino (1965-1974)                  | 474 |

| Meilleurs buteurs                                     |     |
| ----------------------------------------------------- | --- |
| 1. Cláudio (1945-1957)                                | 305 |
| 2. Baltazar (1945–1957)                               | 269 |
| 3. Teleco (1934-1944)                                 | 256 |
| 4. Neco (1913-1930)                                   | 243 |
| 5. Marcelinho Carioca (1994-1997/1998-2001/2006/2010) | 206 |
| 6. Servílio (1938-1949)                               | 200 |
| 7. Luizinho(1948-1960/1964-1967/1996)                 | 175 |
| 8. Flávio (1964-1969)                                 | 172 |
| 8. Sócrates (1978-1984)                               | 172 |
| 10. Paulo (1954-1960)                                 | 146 |

#### Idoles du centenaire
Pour son centenaire fêté en 2010, Corinthians publie sur son site Internet la liste des joueurs emblématiques du club, sous forme de Hall of fame, dans lequel apparaissent les joueurs suivants :
| Gardiens - Dida - Felipe Ventura - Gilmar - Ronaldo Soares Giovanelli Défenseurs - Armando Del Debbio - Ditão - Domingos da Guia - Carlos Gamarra - Pedro Grané - Henrique Arlindo Etges - Idário Sanches Peinado - Jaú - Oreco - Wladimir - Zé Maria | Milieux - João Roberto Basílio - Biro-Biro - José Augusto Brandão - Rodolfo Carbone - Luizinho - Marcelinho Carioca - José Ferreira Neto - Ricardinho - Freddy Rincón - Roberto Rivellino - Roberto Belangero - Sócrates - Vampeta - Willian - Paulinho | Attaquants - Amílcar Barbuy - Baltazar - Casagrande - Cláudio Christovam de Pinho - Edílson da Silva Ferreira - Flávio Minuano - Neco - Palhinha - Ronaldo - Servílio de Jesus - Teleco - Carlos Tévez - Viola Entraîneurs - Oswaldo Brandão - Mano Menezes - Adenor "Tite" Bacchi |

#### Autres joueurs marquants
| - Rato - Alexandre De Maria - Tuffy Neugen - Filó - Idário Sanchez Peinado - Luís Morais - Mário de Paula Lopes Júnior - Olavo Martins de Oliveira - Flávio Almeida da Fonseca - Dino Sani - César Sampaio - Ademir José Gonçalves - Romeu Cambalhota - Vaguinho - Geraldão | - Zenon de Sousa Farias - Daniel González - Carlos Roberto Gallo - Wilson Mano - Ezequiel - Tupãzinho - Cris - Dinei - Célio Silva - Luizão - Liédson - Javier Mascherano - André Santos - Rafael - Ronaldo Soares Giovanelli - Roberto Carlos | - Garrincha - Paulo César Lima - Emerson Leão - Dunga - Hugo De León - Serginho - Luis Pereira - Rivaldo - Branco - Deco - Edmundo - Túlio - Marcos Senna - Müller - Rickinho - Alexandre Pato |

## Culture populaire
Le Corinthians est le second club brésilien le plus suivi au Brésil, avec 35 millions de supporters à travers le pays, dont notamment l'actuel Président brésilien Lula, de Rubens Barrichello et du regretté défunt Ayrton Senna.
Le principal groupe de supporters organisés des Corinthians se nomme les Gavioes da Fiel.